# Hofer Kreis

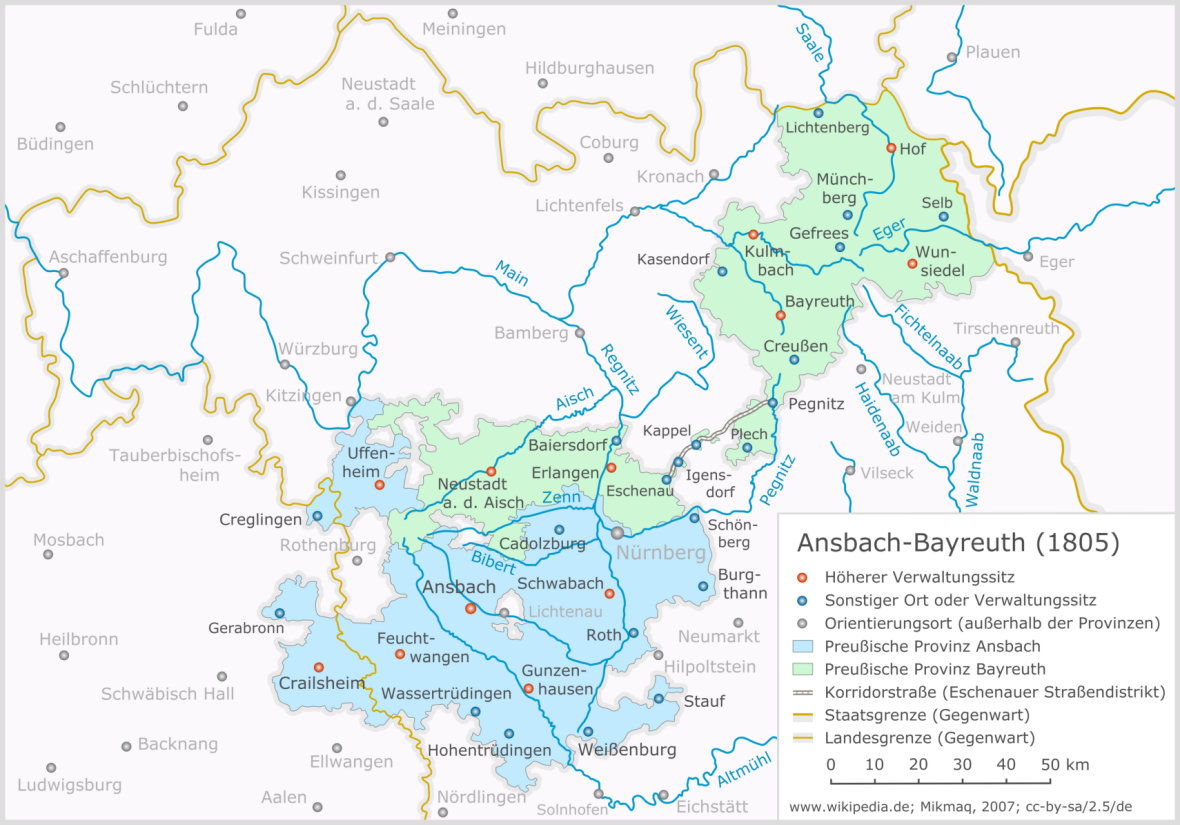
Ansbach-Bayreuth (nach territorialer Neuorganisation) im Jahr 1805

Der Hofer Kreis war unter preußischer Verwaltung einer von sechs Landkreisen im Fürstentum Bayreuth mit Sitz in Hof.

## Geschichte
Der Hofer Kreis bestand von 1797 bis 1806. Er wurde aus der Landeshauptmannschaft Hof und den vogtländischen Rittergütern dieser Gegend gebildet. Die Kreisbehörde hatte die Bezeichnung Kreisdirektorium. Justiz und Verwaltung waren getrennt. An Unterbehörden gab es die Justizämter Hof, Lauenstein, Münchberg, Naila und die Kammerämter Hof, Lauenstein und Münchberg. Die Stadt Hof unterstand der Kriegs- und Domainenkammer Bayreuth unmittelbar. Die Rittergüter wurden in Patrimonialgerichte preußischen Rechts umgewandelt. Am 2. November 1806 trat die französische Militärregierung im Fürstentum Bayreuth an die Stelle des besiegten Preußen. Mit dem 1810 geschlossenen Pariser Vertrag gelangte das Fürstentum Bayreuth – und damit auch der Hofer Kreis – zum Königreich Bayern. Die preußischen Verwaltungsstrukturen wurden aufgehoben. An ihre Stelle traten die neu geschaffenen Landgerichte Hof, Münchberg, Naila und Rehau, die sowohl für die Verwaltung als auch die Justiz zuständig waren.

## Orte des Hofer Kreises

### Justiz- und Kammeramt Hof
Der Bezirk des Justiz- und Kammeramtes Hof umfasste das Kastenamt Hof. 1801 waren 194 Orte inbegriffen:
- Alsenberg
- Autengrün
- Baumersreuth
- Berg
- Brand
- Brandstein
- Bruck und Mühle
- Brunn
- Brunnenthal
- Bug bei Berg
- Degenreuth
- Dobeneck
- Doberliz
- Döhlau
- Dörflas
- Draißendorf
- Drogenau
- Eichenstein
- Einzel bei Wölbersbach
- Eisenbühl mit Berthels Mühle
- Eggeten
- Engel bei Wölbersbach
- Entenlohe
- Eppenreuth und Mühle
- Epplas mit Mühle
- Erbsbühl bei Oberkotzau
- Erlenhof
- Erlenlohe
- Erzengel
- Eulenhammer und Mühle
- Faßmannsreuth und Tümpner Mühle
- Fattesmühle
- Fattigau
- Feilitzsch
- Finkenflug
- Flettschenreuth
- Föhrenreuth
- Fohrenreuth bei Rehau
- Föhrig
- Förbau und Mühle
- Försterhaus
- Forst
- Förtschenbuch
- Frauenhof
- Gattendorf
- Geigen
- Gottmannsgrün und Mühle
- Gottsfriedsreuth
- Griesbach
- Gumpersreuth
- Haag bei Oßek
- Haag bei Schwesendorf
- Hadermannsgrün und Mühle
- Haid
- Haidek
- Hammer-Mühle
- Hartmannsreuth bei Feilitzsch
- Hartmannsreuth bei Gattendorf
- Hartungs
- Heinersberg
- Heroldsgrün
- Hinterprex
- Hirschberg bei Pilgramsreuth
- Hochhäusser
- Hofeck
- Hohenberg
- Hohenbuch
- Hohendorf
- Hollerreuth
- Hugelmühle
- Huscher-Mühle
- Isar
- Issiga
- Jödiz und Mühle
- Jösen
- Kautendorf
- Kellerhaus
- Kemlas
- Kirchbrünnlein
- Kirchgattendorf
- Kleppermühle
- Klözleinmühle
- Ködiz und Mühle
- Konradsreuth und zwei Mühlen
- Krötenbruck
- Krötenhof
- Kulzmühle bei Hirschberg
- Kuhnberg
- Kühschwiz
- Kühmühle bei Berg
- Kühmühle bei Hirschberg
- Lamiz und Mühle
- Langenbach
- Lausenhof
- Leimiz
- Leupoldsgrün
- Lipperts
- Lohwiesen
- Martinlamiz und zwei Mühlen
- Martinsreuth und zwei Mühlen
- Mittlerer Hammer
- Moos
- Moosanger
- Moschendorf und Mühle
- Münchenreuth und Mühle
- Nemtschau
- Neugattendorf
- Neuhof
- Neumühle
- Niedernberg
- Nonnenwald
- Obere Schiede
- Obere Schieda
- Oberkozau und zwei Mühlen
- Oberpferdt
- Oberprex
- Oßeck an der Stadt
- Oßeck am Wald
- Papiermühle
- Petersberg bei Martinlamiz
- Pfaffengrün
- Pilgramsreuth
- Pirck
- Posterliz mit Mühle
- Pretschenreuth
- Prex
- Quellenreuth
- Quelliz und Mühle
- Raitschin
- Regnizlosau und zwei Mühlen
- Rehau mit drei Mühlen
- Reizenstein
- Röhrsteig
- Röllmühle
- Rosenbühl
- Rothenbürg
- Rudolfstein
- Saalenstein
- Sachsenvorwenn
- Schallersreuth
- Scharten
- Schlegel
- Schloß-Gattendorf
- Schnarchenreuth
- Schnepfenmühle
- Schollenreuth
- Schwarzenbach an der Saale
- Schwarzenfurt
- Schwarzenstein bei Trogen
- Schwarzwinkel bei Draißendorf
- Schwesendorf
- Schwingen
- Seelanger
- Siebenhiz
- Sigmundsgrün
- Silberbach
- Staudenmühle
- Steinbühl bei Brandstein
- Stelzenhof
- Stiftsgrün
- Stobersreuth
- Stöcketen
- Stollenhof
- Stumpfenhof
- Sündenroseu
- Tannenlohe
- Tauperliz und Mühle
- Tiefenbrunn
- Tiefendorf
- Tiefengrün
- Töpen und Mühle
- Trogen
- Trogenzech
- Uniz
- Unterer Hammer
- Unterkozau und Mühle
- Unterpferdt
- Vierschau
- Walburgsreuth
- Weinzliz
- Wendlershof
- Wieden oder Obere Wieden
- Wolbattendorf
- Wölbersbach
- Wolfsstein bei Issiga
- Woia
- Wüstenbrunn
- Wurliz und zwei Mühlen
- Wustuben
- Zedwiz
- Zech
- Ziegelhütte bei Rehau
- Ziegelhütte bei Trogen
- Ziegelhütte bei Wolbattendorf

### Justiz- und Kammeramt Lauenstein
Der Bezirk des Justiz- und Kammeramtes Lauenstein umfasste das Kastenamt Lauenstein zum größeren Teil. 1801 waren 19 Orte inbegriffen:
- Ebersdorf und Mühle
- Falkensteiner Hammer
- Fischbach und zwei Mühlen
- Kaulsdorf und drei Mühlen
- Kleintettau
- Langenau und zwei Mühlen
- Lauenhain
- Lauenhainer Mühlen
- Lauenstein
- Ludwigsstadt mit drei Mühlen
- Neuhüttendorf mit sechs Mühlen
- Ottendorf und Mühle
- Sattelgrund mit zwei Mühlen
- Schauberg mit zwei Mühlen
- Spizberg
- Springelhof
- Steinbach
- Thettau und zwei Mühlen
- Thünahof

### Justiz- und Kammeramt Münchberg
Der Bezirk des Justiz- und Kammeramtes Münchberg umfasste die Ämter Münchberg und Sparneck. 1801 waren 110 Orte inbegriffen:
- Absang
- Ahornberg
- Ahornus und Mühle
- Albertsberg
- Albertsreuth
- Almbranz
- Bärenbrunn
- Benck
- Biengarten
- Birckenhof
- Buch bei Meierhof
- Buch bei Weisdorf mit Mühle
- Bürkenbühl
- Burkersreuth
- Croßenau
- Edlendorf und Mühle
- Eiben
- Einzel bei Posterliz
- Förmiz und zwei Mühlen
- Friedmannsdorf
- Geigersmühle
- Gottersdorf
- Gözmannsgrün
- Grohenbühl
- Grossenloßnitz
- Grund
- Härtelsbühl
- Hayd bei Helmbrechts
- Hayd bei Zell
- Hallerstein
- Hammermühle
- Helmbrechts
- Hempelshöfe
- Hildbrandsgrün
- Hintere Hornlache
- Höll
- Hohberg
- Immerscheiben
- Immerschhof
- Jehsen und Mühle
- Kollerhammer
- Kleinloßniz mit Mühle
- Kleinschwarzenbach
- Laubersreuth
- Lehsten bei Helmbrechts
- Lehsten bei Zell
- Lohmühle
- Markersreuth
- Maulschelle
- Mechlenreuth und Mühle
- Meyerhof
- Mödlenreuth
- Modliz
- Münchberg nebst vier Mühlen
- Mussen
- Neuetheilung
- Oberweissenbach
- Ochsbrunnen
- Oelschniz und Mühle
- Oppenroth
- Ort in der Wüstung
- Ottengrün und Mühle
- Perlas
- Plösen und Mühle
- Poppenreuth und Mühle
- Posterliz bei Seulbiz
- Pulschnizberg
- Querenbach
- Rabenreuth
- Rappetenreuth
- Reba bei Oelschniz
- Reutlas und Einzel
- Rheinersreuth und Mühle
- Rohrmühle
- Rothemühle
- Rüglersreuth
- Saalmühle
- Schlegel
- Schnackenhof bei Großenloßniz
- Schneckendorf
- Schödlas
- Schödlaßer-Wirthshaus
- Schweinsbach
- Seulbiz und Mühle
- Solg
- Sparneck mit Mühle
- Spörlmühle
- Stechera und Mühle
- Steinbühl bei Zell
- Steinfurt
- Steinmühle
- Stockenroth
- Straas und Einzel
- Taubalds- und Beyerleins-Mühle
- Unfriedsdorf
- Untere Schieda
- Unterweißenbach und Mühle
- Vödischen
- Völkenreuth
- Vordere Hornlache bei Schlegel
- Wachholdermühle
- Weisdorf und Mühle
- Weißlenreuth
- Wüstensaal
- Wüstenselbiz und Mühle
- Wulmersreuth
- Zedliz und Mühle
- Zell und zwei Mühlen
- Ziegelhütte
- Zimmermühle

### Justiz- und Kammeramt Naila
Der Bezirk des Justiz- und Kammeramtes Naila umfasste die Ämter Lichtenberg, Naila und Schwarzenbach am Wald. 1801 waren 131 Orte inbegriffen:
- Adlanz
- Affennest
- Bärenhaus
- Bayergrün
- Bernstein
- Blechschmidten
- Blumenaumühle
- Bobengrün
- Breitengrund
- Carlsgrün
- Christelsgrün
- Crötenmühle
- Culmiz
- Dörflas
- Dörnthal
- Dorschenhammer
- Dorschenmühle bei Lichtenberg
- Dorschenmühle bei Schwarzenbach
- Dreygrün
- Dürrnberg
- Dürrnwaidt
- Edelsmühl bei Neuhaus
- Einzelne Höfe
- Erbsbühl bei Naila
- Erlaburg
- Ettlasmühle
- Fichten
- Finkenflug
- Froschbach
- Froschgrün
- Fußgrund
- Garles
- Gehrn
- Gemeinreuth
- Gerlas
- Geroldsgrün und Mühle
- Geyersberg
- Gottmannsgrün und Mühle
- Götzengrund
- Großenreuth
- Grubenberg
- Grund
- Günthersdorf
- Hagenmühle
- Haueisen
- Heinrichsdorf
- Herdwegsgrün
- Herrmannsgrün
- Heunersdorf
- Hinterer Leupoldsberg
- Hintere Schmölz
- Hirschberg
- Höll
- Hopfenmühle
- Hühnergrund
- Hürwagen
- Hütting
- Kleindöbra
- Kleinschmidten
- Kleinschmidten Hammer
- Knock
- Kohlbühl
- Langenbach
- Leestenmühle
- Lichtenberg
- Linden
- Lippertsgrün
- Lochau
- Löhmer
- Marlesreuth
- Marmormühle
- Marxgrün
- Meyerhof
- Mittlere Klingensporn
- Molkenbrunn
- Mortlau
- Mühldorf und Mühle
- Mühlleithen
- Naila mit zwei Mühlen
- Nestelreuth
- Neudorf
- Neuemühle
- Neuesorg
- Neuhaus
- Obergeroldsgrün
- Oberklingensporn
- Obersteben
- Oberzeitelwaidt
- Pechreuth
- Poppengrund
- Rauhenberg
- Rauschengründlein
- Reumles
- Reumlesgrund
- Reuthberg
- Rodersgrün
- Schaafhof
- Schauenstein
- Schleifmühle
- Schnappenmühle
- Schönbrunn
- Schottenhammer
- Schübelhammer
- Schwarzenbach
- Schwarzenstein, Ober und Unter
- Selbiz mit drei Mühlen
- Selbizmühle
- Steegmühle
- Steinbach
- Stophelsmühle
- Straßdorf
- Süßenguth
- Suttenbach
- Thiemiz
- Thierbach
- Ueberkehr
- Unterklingensporn
- Untersteben
- Unterzeidelwaidt
- Uschersgrün
- Vizeburg
- Vogelsmühle
- Volkmannsgrün und Mühle
- Vorderer Leupoldsberg
- Vordere Schmölz
- Wachholderbusch
- Weihstaudermühle
- Weitesgrün
- Windischengrün
- Ziegelhütte
- Zuckmantel